# Die wilden Siebziger/Episodenliste

Logo zur Serie

Diese Episodenliste enthält alle Episoden der US-amerikanischen Sitcom Die wilden Siebziger, sortiert nach der US-amerikanischen Erstausstrahlung. Zwischen 1998 und 2006 entstanden in acht Staffeln insgesamt 200 Episoden mit einer Länge von jeweils etwa 22 Minuten.
Die Episodentitel im englischen Original sind ab der fünften Staffel nach Liedern bekannter Musikgruppen benannt: Led Zeppelin (Staffel 5), The Who (Staffel 6), The Rolling Stones (Staffel 7), Queen (Staffel 8).

## Übersicht
| Staffel | Episodenanzahl | Erstausstrahlung USA | Erstausstrahlung USA | Deutschsprachige Erstausstrahlung | Deutschsprachige Erstausstrahlung |
| Staffel | Episodenanzahl | Staffelpremiere      | Staffelfinale        | Staffelpremiere                   | Staffelfinale                     |
| ------- | -------------- | -------------------- | -------------------- | --------------------------------- | --------------------------------- |
| 1       | 25             | 23. August 1998      | 26. Juli 1999        | 15. Januar 2000                   | 22. Juli 2000                     |
| 2       | 26             | 28. September 1999   | 22. Mai 2000         | 10. Februar 2001                  | 4. August 2001                    |
| 3       | 25             | 3. Oktober 2000      | 22. Mai 2001         | 11. August 2001                   | 23. März 2002                     |
| 4       | 27             | 25. September 2001   | 21. Mai 2002         | 26. Oktober 2002                  | 2. Oktober 2004                   |
| 5       | 25             | 17. September 2002   | 14. Mai 2003         | 26. Februar 2005                  | 16. Juli 2005                     |
| 6       | 25             | 29. Oktober 2003     | 19. Mai 2004         | 22. Februar 2008                  | 11. März 2008                     |
| 7       | 25             | 8. September 2004    | 18. Mai 2005         | 12. Oktober 2009                  | 28. Oktober 2009                  |
| 8       | 22             | 2. November 2005     | 18. Mai 2006         | 28. Oktober 2009                  | 12. November 2009                 |

## Staffel 1
| Nr. (ges.) | Nr. (St.) | Deutscher Titel                | Originaltitel           | Erstausstrahlung USA | Deutschsprachige Erstausstrahlung (D) |
| ---------- | --------- | ------------------------------ | ----------------------- | -------------------- | ------------------------------------- |
| 1          | 1         | Der Straßenkreuzer             | That '70s Pilot         | 23. Aug. 1998        | 15. Jan. 2000                         |
| 2          | 2         | Die Überraschungsparty         | Eric’s Birthday         | 30. Aug. 1998        | 22. Jan. 2000                         |
| 3          | 3         | Präsident Ford und die Nackten | Streaking               | 6. Sep. 1998         | 29. Jan. 2000                         |
| 4          | 4         | Schlacht der Sexisten          | Battle of the Sexists   | 20. Sep. 1998        | 12. Feb. 2000                         |
| 5          | 5         | Erics erster Job               | Eric’s Burger Job       | 27. Sep. 1998        | 26. Feb. 2000                         |
| 6          | 6         | Red, der Partykiller           | The Keg                 | 25. Okt. 1998        | 4. März 2000                          |
| 7          | 7         | Disco-Fieber                   | That Disco Episode      | 8. Nov. 1998         | 11. März 2000                         |
| 8          | 8         | Eric geht ran!                 | Drive-In                | 15. Nov. 1998        | 18. März 2000                         |
| 9          | 9         | Die Reifeprüfung               | Thanksgiving            | 22. Nov. 1998        | 25. März 2000                         |
| 10         | 10        | Die verflixten Sonntage        | Sunday, Bloody Sunday   | 29. Nov. 1998        | 1. Apr. 2000                          |
| 11         | 11        | Erics neuer Freund             | Eric’s Buddy            | 6. Dez. 1998         | 8. Apr. 2000                          |
| 12         | 12        | Der geklaute Weihnachtsbaum    | The Best Christmas Ever | 13. Dez. 1998        | 15. Apr. 2000                         |
| 13         | 13        | Ausflug in den Schnee          | Ski Trip                | 17. Jan. 1999        | 29. Apr. 2000                         |
| 14         | 14        | Hinter Gittern                 | Stolen Car              | 24. Jan. 1999        | 6. Mai 2000                           |
| 15         | 15        | Red im Schwitzkasten           | That Wrestling Show     | 7. Feb. 1999         | 13. Mai 2000                          |
| 16         | 16        | Das erste Date                 | The First Date          | 14. Feb. 1999        | 20. Mai 2000                          |
| 17         | 17        | Die Pille                      | The Pill                | 21. Feb. 1999        | 27. Mai 2000                          |
| 18         | 18        | Für’s Leben lernen             | The Career Day          | 28. Feb. 1999        | 3. Juni 2000                          |
| 19         | 19        | Der Abschlussball              | Prom Night              | 7. März 1999         | 10. Juni 2000                         |
| 20         | 20        | Krieg der Sterne               | A New Hope              | 14. März 1999        | 17. Juni 2000                         |
| 21         | 21        | Der Sturm im Wasserturm        | Water Tower             | 14. Juni 1999        | 24. Juni 2000                         |
| 22         | 22        | New York ruft                  | Punk Chick              | 21. Juni 1999        | 1. Juli 2000                          |
| 23         | 23        | Eric, der Großmuttermörder     | Grandma’s Dead          | 12. Juli 1999        | 8. Juli 2000                          |
| 24         | 24        | Kekse mit Ketchup              | Hyde Moves In           | 19. Juli 1999        | 15. Juli 2000                         |
| 25         | 25        | Der gute Sohn                  | The Good Son            | 26. Juli 1999        | 22. Juli 2000                         |

## Staffel 2
| Nr. (ges.) | Nr. (St.) | Deutscher Titel           | Originaltitel              | Erstausstrahlung USA | Deutschsprachige Erstausstrahlung (D) |
| ---------- | --------- | ------------------------- | -------------------------- | -------------------- | ------------------------------------- |
| 26         | 1         | Im Drogenrausch           | Garage Sale                | 28. Sep. 1999        | 10. Feb. 2001                         |
| 27         | 2         | Reds letzter Arbeitstag   | Red’s Last Day             | 5. Okt. 1999         | 17. Feb. 2001                         |
| 28         | 3         | Gesichtskontrolle         | The Velvet Rope            | 12. Okt. 1999        | 24. Feb. 2001                         |
| 29         | 4         | Laurie und der Professor  | Laurie and the Professor   | 19. Okt. 1999        | 3. März 2001                          |
| 30         | 5         | Halloween einmal anders   | Halloween                  | 26. Okt. 1999        | 10. März 2001                         |
| 31         | 6         | Gefährliche Liebschaften  | Vanstock                   | 2. Nov. 1999         | 17. März 2001                         |
| 32         | 7         | Die magischen drei Worte  | I Love Cake                | 9. Nov. 1999         | 24. März 2001                         |
| 33         | 8         | Bettgeflüster             | Sleepover                  | 16. Nov. 1999        | 31. März 2001                         |
| 34         | 9         | Blauer Dunst              | Eric Gets Suspended        | 30. Nov. 1999        | 7. Apr. 2001                          |
| 35         | 10        | Reds Geburtstag           | Red’s Birthday             | 7. Dez. 1999         | 14. Apr. 2001                         |
| 36         | 11        | Laurie zieht aus          | Laurie Moves Out           | 14. Dez. 1999        | 21. Apr. 2001                         |
| 37         | 12        | Das Geheimversteck        | Eric’s Stash               | 11. Jan. 2000        | 28. Apr. 2001                         |
| 38         | 13        | Auf zur Jagd              | Hunting                    | 18. Jan. 2000        | 5. Mai 2001                           |
| 39         | 14        | Ein Job für Red           | Red’s New Job              | 1. Feb. 2000         | 12. Mai 2000                          |
| 40         | 15        | Dumm und Dümmer           | Burning Down the House     | 7. Feb. 2000         | 19. Mai 2001                          |
| 41         | 16        | Treueschwüre              | The First Time (1)         | 14. Feb. 2000        | 26. Mai 2001                          |
| 42         | 17        | Das erste Mal             | Afterglow (2)              | 21. Feb. 2000        | 2. Juni 2001                          |
| 43         | 18        | Rendezvous mit Mom        | Kitty and Eric’s Night Out | 28. Feb. 2000        | 9. Juni 2001                          |
| 44         | 19        | Der Elternstreik          | Parents Find Out           | 7. März 2000         | 16. Juni 2001                         |
| 45         | 20        | Ein Kuss zu viel          | Kiss of Death              | 20. März 2000        | 16. Juni 2001                         |
| 46         | 21        | Krisenstimmung            | Kelso’s Serenade           | 27. März 2000        | 23. Juni 2001                         |
| 47         | 22        | Peinliche Geständnisse    | Jackie Moves On            | 3. Apr. 2000         | 30. Juni 2001                         |
| 48         | 23        | Verdammt in alle Ewigkeit | Holy Crap                  | 1. Mai 2000          | 7. Juli 2001                          |
| 49         | 24        | Red sieht Rot             | Red Fired Up               | 8. Mai 2000          | 14. Juli 2001                         |
| 50         | 25        | Die Schlammschlacht       | Cat Fight Club             | 15. Mai 2000         | 21. Juli 2001                         |
| 51         | 26        | Nackte Tatsache           | Moon Over Point Place      | 22. Mai 2000         | 4. Aug. 2001                          |

## Staffel 3
| Nr. (ges.) | Nr. (St.) | Deutscher Titel                         | Originaltitel                               | Erstausstrahlung USA | Deutschsprachige Erstausstrahlung (D) |
| ---------- | --------- | --------------------------------------- | ------------------------------------------- | -------------------- | ------------------------------------- |
| 52         | 1         | Keine Macht den Drogen                  | Reefer Madness                              | 3. Okt. 2000         | 11. Aug. 2001                         |
| 53         | 2         | Vertrauen ist gut, Kontrolle ist besser | Red Sees Red                                | 10. Okt. 2000        | 18. Aug. 2001                         |
| 54         | 3         | Hydes Vater                             | Hyde’s Father                               | 17. Okt. 2000        | 1. Sep. 2001                          |
| 55         | 4         | Hitchcock läßt grüßen                   | Too Old to Trick or Treat, Too Young to Die | 31. Okt. 2000        | 25. Aug. 2001                         |
| 56         | 5         | Kittys Lach-Therapie                    | Roller Disco                                | 14. Nov. 2000        | 8. Sep. 2001                          |
| 57         | 6         | Höschen-Alarm                           | Eric’s Panties                              | 21. Nov. 2000        | 22. Sep. 2001                         |
| 58         | 7         | Im Baby-Fieber                          | Baby Fever                                  | 28. Nov. 2000        | 15. Sep. 2001                         |
| 59         | 8         | Veteranentag                            | Jackie Bags Hyde                            | 12. Dez. 2000        | 29. Sep. 2001                         |
| 60         | 9         | Feuchtfröhliche Weihnachten             | Hyde’s Christmas Rager                      | 19. Dez. 2000        | 20. Okt. 2001                         |
| 61         | 10        | Wer erobert Jackie?                     | Ice Shack                                   | 9. Jan. 2001         | 6. Okt. 2001                          |
| 62         | 11        | Red, die Leiche des Jahres              | Who Wants It More?                          | 10. Jan. 2001        | 10. Nov. 2001                         |
| 63         | 12        | Blondine bevorzugt                      | Fez Gets the Girl                           | 16. Jan. 2001        | 13. Okt. 2001                         |
| 64         | 13        | Das große Fressen                       | Dine and Dash                               | 30. Jan. 2001        | 27. Okt. 2001                         |
| 65         | 14        | Sex & Drugs & Rock´n´ Roll              | Radio Daze                                  | 6. Feb. 2001         | 17. Nov. 2001                         |
| 66         | 15        | Frauen sind verrückt                    | Donna’s Panties                             | 13. Feb. 2001        | 3. Nov. 2001                          |
| 67         | 16        | Das romantische Wochenende              | Romantic Weekend                            | 20. Feb. 2001        | 24. Nov. 2001                         |
| 68         | 17        | Geschenkestress                         | Kitty’s Birthday (That’s Today!?)           | 27. Feb. 2001        | 22. Dez. 2001                         |
| 69         | 18        | Nudisten unter sich                     | The Trials Of Michael Kelso                 | 13. März 2001        | 19. Jan. 2002                         |
| 70         | 19        | Kelsos Liste                            | Eric’s Naughty No-No                        | 27. März 2001        | 26. Jan. 2002                         |
| 71         | 20        | Die Schizzobraut                        | Holy Craps!                                 | 17. Apr. 2001        | 2. Feb. 2002                          |
| 72         | 21        | Fez und Donna                           | Fez Dates Donna                             | 1. Mai 2001          | 9. Feb. 2002                          |
| 73         | 22        | Erics Tätowierung                       | Eric’s Drunken Tattoo                       | 1. Mai 2001          | 16. Feb. 2002                         |
| 74         | 23        | Kleiner Grenzverkehr                    | Canadian Road Trip                          | 8. Mai 2001          | 23. Feb. 2002                         |
| 75         | 24        | Donna macht Karriere                    | Backstage Pass                              | 15. Mai 2001         | 9. März 2002                          |
| 76         | 25        | Der Freundschaftsring                   | The Promise Ring                            | 22. Mai 2001         | 23. März 2002                         |

## Staffel 5
| Nr. (ges.) | Nr. (St.) | Deutscher Titel               | Originaltitel                                                  | Erstausstrahlung USA | Deutschsprachige Erstausstrahlung (D) |
| ---------- | --------- | ----------------------------- | -------------------------------------------------------------- | -------------------- | ------------------------------------- |
| 104        | 1         | Unter der Sonne Kaliforniens  | Going to California (2)                                        | 17. Sep. 2002        | 26. Feb. 2005                         |
| 105        | 2         | Verbotene Liebe               | I Can’t Quit You Baby (a.k.a. Jackie and Hyde Get Busted)      | 24. Sep. 2002        | 5. März 2005                          |
| 106        | 3         | Nachwuchs                     | What Is and What Should Never Be (1) (a.k.a. Kitty’s Pregnant) | 29. Okt. 2002        | 12. März 2005                         |
| 107        | 4         | Die Wechseljahre              | Heartbreaker (2) (a.k.a. Kitty’s Parents Come to Visit)        | 29. Okt. 2002        | 12. März 2005                         |
| 108        | 5         | Der Herr der Ringe            | Ramble On (a.k.a. Promise Ring Redux)                          | 12. Nov. 2002        | 19. März 2005                         |
| 109        | 6         | Blitz und Donner              | Over the Hills and Far Away                                    | 19. Nov. 2002        | 26. März 2005                         |
| 110        | 7         | Die Verlobung                 | Hot Dog (a.k.a. The Gifts)                                     | 26. Nov. 2002        | 26. März 2005                         |
| 111        | 8         | Truthahn-Terror               | Thank You                                                      | 3. Dez. 2002         | 9. Apr. 2005                          |
| 112        | 9         | Der Korruptions-Skandal       | Black Dog (a.k.a. Ow, My Eye)                                  | 10. Dez. 2002        | 9. Apr. 2005                          |
| 113        | 10        | Dumm gelaufen                 | The Crunge (a.k.a. The S.A.T.s)                                | 17. Dez. 2002        | 16. Apr. 2005                         |
| 114        | 11        | Ein Opfer der Liebe           | The Girl I Love                                                | 7. Jan. 2003         | 16. Apr. 2005                         |
| 115        | 12        | Ein aufgeräumtes Wochenende   | Misty Mountain Hop (a.k.a. Jackie’s Cabin)                     | 22. Jan. 2003        | 30. Apr. 2005                         |
| 116        | 13        | Der letzte Besuch             | Your Time Is Gonna Come (a.k.a. Get Off My Boyfriend)          | 29. Jan. 2003        | 30. Apr. 2005                         |
| 117        | 14        | Finger weg von meinem Freund  | Babe I’m Gonna Leave You (a.k.a. Valentine’s Day)              | 5. Feb. 2003         | 14. Mai 2005                          |
| 118        | 15        | Versteck spielen              | When the Levee Breaks (a.k.a. Eric and Donna Play House)       | 12. Feb. 2003        | 14. Mai 2005                          |
| 119        | 16        | Verliebt, verlobt, verdonnert | Whole Lotta Love (a.k.a. The Silent Treatment)                 | 19. Feb. 2003        | 4. Juni 2005                          |
| 120        | 17        | Männer wie wir                | The Battle of Evermore (a.k.a. Pioneer Days)                   | 26. Feb. 2003        | 4. Juni 2005                          |
| 121        | 18        | Die Jobbörse                  | Hey, Hey What Can I Do? (a.k.a. Job Fair)                      | 12. März 2003        | 11. Juni 2005                         |
| 122        | 19        | Mister Nackt                  | Bring It On Home (a.k.a. Jackie’s in the House)                | 26. März 2003        | 11. Juni 2005                         |
| 123        | 20        | Peinlich, peinlich            | No Quarter (a.k.a. Jackie Moves In)                            | 2. Apr. 2003         | 18. Juni 2005                         |
| 124        | 21        | Ein Laufpass für Fez          | Trampled Under Foot (a.k.a. Fez Gets Dumped)                   | 9. Apr. 2003         | 25. Juni 2005                         |
| 125        | 22        | Sexträume                     | You Shook Me (1) (a.k.a. The Nurses Are Coming)                | 16. Apr. 2003        | 25. Juni 2005                         |
| 126        | 23        | Kalte Füße                    | Nobody’s Fault But Mine (2) (a.k.a. Hyde Loves Jackie)         | 23. Apr. 2003        | 9. Juli 2005                          |
| 127        | 24        | Kampf um Jackie               | The Immigrant Song (a.k.a. Fez Gets Busted)                    | 7. Mai 2003          | 9. Juli 2005                          |
| 128        | 25        | Die Ausweisung                | Celebration Day                                                | 14. Mai 2003         | 16. Juli 2005                         |

## Staffel 6
| Nr. (ges.) | Nr. (St.) | Deutscher Titel           | Originaltitel             | Erstausstrahlung USA | Deutschsprachige Erstausstrahlung (D) |
| ---------- | --------- | ------------------------- | ------------------------- | -------------------- | ------------------------------------- |
| 129        | 1         | Ich muss hier raus!       | The Kids Are Alright      | 29. Okt. 2003        | 22. Feb. 2008                         |
| 130        | 2         | Das aller-allerletzte Mal | Join Together             | 5. Nov. 2003         | 22. Feb. 2008                         |
| 131        | 3         | Achtzehn                  | Magic Bus                 | 12. Nov. 2003        | 25. Feb. 2008                         |
| 132        | 4         | War da was?               | The Acid Queens           | 19. Nov. 2003        | 25. Feb. 2008                         |
| 133        | 5         | Der Eheprüfer             | I’m Free                  | 26. Nov. 2003        | 26. Feb. 2008                         |
| 134        | 6         | Zwei Männer, ein Job      | We’re Not Gonna Take It   | 3. Dez. 2003         | 26. Feb. 2008                         |
| 135        | 7         | So richtig erwachsen      | Christmas                 | 17. Dez. 2003        | 27. Feb. 2008                         |
| 136        | 8         | Pokernächte               | I’m A Boy                 | 7. Jan. 2004         | 27. Feb. 2008                         |
| 137        | 9         | Der Superbulle            | Young Man Blues           | 14. Jan. 2004        | 28. Feb. 2008                         |
| 138        | 10        | Es lebe Amerika!          | A Legal Matter            | 4. Feb. 2004         | 28. Feb. 2008                         |
| 139        | 11        | Der fliegende Bus         | I Can See For Miles       | 11. Feb. 2004        | 29. Feb. 2008                         |
| 140        | 12        | Bloß kein Stress!         | Sally Simpsons            | 18. Feb. 2004        | 29. Feb. 2008                         |
| 141        | 13        | Was Französinnen machen   | Won’t Get Fooled Again    | 25. Feb. 2004        | 3. März 2008                          |
| 142        | 14        | Zweimal Jungfrau          | Baby Don’t You Do It      | 3. März 2004         | 3. März 2008                          |
| 143        | 15        | Meine Mami, die Schlampe  | Who Are You               | 10. März 2004        | 4. März 2008                          |
| 144        | 16        | Bob, der Held             | Man With Money            | 17. März 2004        | 4. März 2008                          |
| 145        | 17        | Mädchen machen’s auch     | Happy Jack                | 24. März 2004        | 5. März 2008                          |
| 146        | 18        | Lesen bringt nur Ärger    | Do You Think It’s Alright | 31. März 2004        | 5. März 2008                          |
| 147        | 19        | Minigolf-Mitch            | Substitute                | 21. Apr. 2004        | 6. März 2008                          |
| 148        | 20        | Runde Sachen              | Squeezebox                | 28. Apr. 2004        | 6. März 2008                          |
| 149        | 21        | Die Scheinfreundin        | 5:15                      | 5. Mai 2004          | 7. März 2008                          |
| 150        | 22        | Odyssee des Grauens       | Sparks                    | 12. Mai 2004         | 7. März 2008                          |
| 151        | 23        | Hot Donna                 | My Wife                   | 16. Mai 2004         | 10. März 2008                         |
| 152        | 24        | Kalte Füße                | Going Mobile              | 19. Mai 2004         | 10. März 2008                         |
| 153        | 25        | Alles wieder gut?         | The Seeker                | 19. Mai 2004         | 11. März 2008                         |

## Staffel 7
| Nr. (ges.) | Nr. (St.) | Deutscher Titel               | Originaltitel                        | Erstausstrahlung USA | Deutschsprachige Erstausstrahlung (D) |
| ---------- | --------- | ----------------------------- | ------------------------------------ | -------------------- | ------------------------------------- |
| 154        | 1         | Ein Jahr Gammeln              | Time Is on My Side                   | 8. Sep. 2004         | 12. Okt. 2009                         |
| 155        | 2         | Frauen-Power                  | Let's Spend the Night Together       | 15. Sep. 2004        | 12. Okt. 2009                         |
| 156        | 3         | Schluss mit brav!             | (I Can't Get No) Satisfaction        | 22. Sep. 2004        | 13. Okt. 2009                         |
| 157        | 4         | Magische Hände                | Beast of Burden                      | 29. Sep. 2004        | 13. Okt. 2009                         |
| 158        | 5         | Die Bunny-Krise               | It's Only Rock and Roll              | 6. Okt. 2004         | 14. Okt. 2009                         |
| 159        | 6         | Hosen Runter!                 | Rip This Joint                       | 3. Nov. 2004         | 14. Okt. 2009                         |
| 160        | 7         | Spaziergänge im Park          | Mother's Little Helper               | 10. Nov. 2004        | 15. Okt. 2009                         |
| 161        | 8         | Gut gemacht, Schwester!       | Angie                                | 17. Nov. 2004        | 15. Okt. 2009                         |
| 162        | 9         | Küsse für den Milchmann       | You Can't Always Get What You Want   | 24. Nov. 2004        | 16. Okt. 2009                         |
| 163        | 10        | Die Schwester meines Freundes | Surprise, Surprise                   | 1. Dez. 2004         | 16. Okt. 2009                         |
| 164        | 11        | Geschenke für die Falschen    | Winter                               | 15. Dez. 2004        | 19. Okt. 2009                         |
| 165        | 12        | Der letzte Schritt            | Don't Lie to Me                      | 5. Jan. 2005         | 19. Okt. 2009                         |
| 166        | 13        | Aufgeraucht                   | Can't You Hear Me Knocking           | 12. Jan. 2005        | 20. Okt. 2009                         |
| 167        | 14        | Käse an der Hose              | Street Fighting Man                  | 9. Feb. 2005         | 20. Okt. 2009                         |
| 168        | 15        | Die sieben schmutzigen Wörter | It's All Over Now                    | 16. Feb. 2005        | 21. Okt. 2009                         |
| 169        | 16        | Brüller!                      | On with the Show                     | 23. Feb. 2005        | 21. Okt. 2009                         |
| 170        | 17        | On the Road                   | Down the Road Apiece                 | 2. März 2005         | 22. Okt. 2009                         |
| 171        | 18        | Baby Betsy                    | Oh, Baby (We Got a Good Thing Goin') | 16. März 2005        | 22. Okt. 2009                         |
| 172        | 19        | Die Paten                     | Who's Been Sleeping Here?            | 23. März 2005        | 23. Okt. 2009                         |
| 173        | 20        | Frag’ Fenton                  | Gimme Shelter                        | 30. März 2005        | 23. Okt. 2009                         |
| 174        | 21        | Mit Hängen und Würgen         | 2120 So. Michigan Ave                | 27. Apr. 2005        | 26. Okt. 2009                         |
| 175        | 22        | Ein Jahr Afrika               | 2000 Light Years from Home           | 4. Mai 2005          | 26. Okt. 2009                         |
| 176        | 23        | Mount Budweiser               | Take It or Leave It                  | 11. Mai 2005         | 27. Okt. 2009                         |
| 177        | 24        | Prinzessin Leia               | Short and Curlies                    | 18. Mai 2005         | 27. Okt. 2009                         |
| 178        | 25        | So Long, Eric                 | Till the Next Goodbye                | 18. Mai 2005         | 28. Okt. 2009                         |

## Staffel 8
| Nr. (ges.) | Nr. (St.) | Deutscher Titel             | Originaltitel                  | Erstausstrahlung USA | Deutschsprachige Erstausstrahlung (D) |
| ---------- | --------- | --------------------------- | ------------------------------ | -------------------- | ------------------------------------- |
| 179        | 1         | Das Badezimmer-Experiment   | Bohemian Rhapsody              | 2. Nov. 2005         | 28. Okt. 2009                         |
| 180        | 2         | Die scharfe blonde Freundin | Somebody to Love               | 2. Nov. 2005         | 29. Okt. 2009                         |
| 181        | 3         | Junggesellenabschied        | You're My Best Friend          | 9. Nov. 2005         | 29. Okt. 2009                         |
| 182        | 4         | 25 Jahre später             | Misfire                        | 16. Nov. 2005        | 30. Okt. 2009                         |
| 183        | 5         | Schon wieder Obstsalat?     | Stone Cold Crazy               | 30. Nov. 2005        | 30. Okt. 2009                         |
| 184        | 6         | Leo der Held                | Long Away                      | 7. Dez. 2005         | 2. Nov. 2009                          |
| 185        | 7         | Der geklaute Clown          | Fun It                         | 14. Dez. 2005        | 2. Nov. 2009                          |
| 186        | 8         | Die Affäre                  | Good Company                   | 12. Jan. 2006        | 3. Nov. 2009                          |
| 187        | 9         | Die Wanne ist voll          | Who Needs You                  | 19. Jan. 2006        | 3. Nov. 2009                          |
| 188        | 10        | Willkommen in der Hölle!    | Sweet Lady                     | 26. Jan. 2006        | 4. Nov. 2009                          |
| 189        | 11        | Leo in Love                 | Good Old Fashioned Lover Boy   | 2. Feb. 2006         | 4. Nov. 2009                          |
| 190        | 12        | Das Traumpaar               | Killer Queen                   | 9. Feb. 2006         | 5. Nov. 2009                          |
| 191        | 13        | Die traurige Wahrheit       | Spread Your Wings              | 16. März 2006        | 5. Nov. 2009                          |
| 192        | 14        | Frampton oder Clapton       | Son And Daughter               | 23. März 2006        | 6. Nov. 2009                          |
| 193        | 15        | Der 1000-Dollar-Ring        | Keep Yourself Alive            | 13. Apr. 2006        | 6. Nov. 2009                          |
| 194        | 16        | Irgendwie verheiratet       | My Fairy King                  | 27. Apr. 2006        | 9. Nov. 2009                          |
| 195        | 17        | Der Quietscher              | Crazy Little Thing Called Love | 27. Apr. 2006        | 9. Nov. 2009                          |
| 196        | 18        | Jeff and Josh               | We Will Rock You               | 4. Mai 2006          | 10. Nov. 2009                         |
| 197        | 19        | Der Pillentyp               | Sheer Heart Attack             | 4. Mai 2006          | 10. Nov. 2009                         |
| 198        | 20        | Die Sache mit Florida       | Leaving Home Ain't Easy        | 11. Mai 2006         | 11. Nov. 2009                         |
| 199        | 21        | Vom Leben belohnt           | Love Of My Life                | 18. Mai 2006         | 11. Nov. 2009                         |
| 200        | 22        | Das große Finale            | That '70s Finale               | 18. Mai 2006         | 12. Nov. 2009                         |